# Ström
Ström is een plaats in de gemeente Umeå in het landschap Västerbotten en de provincie Västerbottens län in Zweden. De plaats heeft 101 inwoners (2005) en een oppervlakte van 22 hectare. De plaats wordt omringd door bos en ligt op ongeveer een kilometer afstand van een baai van de Botnische Golf.